# Celastrina acesina
Celastrina acesina is een vlinder uit de familie van de Lycaenidae. De wetenschappelijke naam van de soort is voor het eerst gepubliceerd in 1906 door George Thomas Bethune-Baker.
De soort komt voor in Papoea-Nieuw-Guinea.